# 48480 Falk
48480 Falk è un asteroide della fascia principale. Scoperto nel 1991, presenta un'orbita caratterizzata da un semiasse maggiore pari a 3,1803788 UA e da un'eccentricità di 0,1621422, inclinata di 8,45586° rispetto all'eclittica.